# パジェロ製造
パジェロ製造株式会社（パジェロせいぞう、PAJERO MANUFACTURING CO.,LTD.）は、かつて存在していた三菱自動車グループの日本の自動車製造者の一つ。三菱自動車工業100%子会社。創業当初は東洋紡グループだった。
本社、工場は岐阜県加茂郡坂祝町酒倉。
三菱自動車のグループの自動車、とりわけパジェロを中心に製造していたが、デリカD:5などの他車種や、三菱電機のエスカレーター部品も製造していた。
2021年8月6日をもって全ての車種の生産を停止し、同8月31日をもって全ての生産活動を終了し、工場を閉鎖した。
工場は大王製紙に売却され、ティッシュペーパーやトイレットペーパーの生産工場となる予定。

## 沿革
- 1943年（昭和18年） - 航空機部品製作を目的として、岐阜市内に東洋航機株式会社を設立。
- 1946年（昭和21年） - 社名を東洋工業株式会社に変更。 なお、「東洋工業」はマツダの旧社名と同じだが、関連は無い。
- 1960年（昭和35年） - 社名を東洋工機株式会社に変更。なお、東洋電機製造の子会社である東洋工機とは無関係。
- 1962年（昭和37年） - 三菱電機エスカレータートラス生産開始。
- 1970年（昭和45年） - トヨタ・DA型大型トラックキャブの一貫生産を開始。
- 1976年（昭和51年） - 坂祝町へ全面移転、社名を株式会社東洋工機に変更。
- 1978年（昭和53年） - フォルテ（海外名：L200）の一貫生産開始。
- 1982年（昭和57年） - パジェロの一貫生産開始。
- 1984年（昭和59年） - ホンダ・シティカブリオレの生産開始。
- 1991年（平成3年） - ストラーダ（海外名：L200）の一貫生産開始。
- 1995年（平成7年） - 社名をパジェロ製造株式会社に変更。
- 2003年（平成15年） - 三菱自動車工業の完全子会社になる。
- 2007年（平成19年）1月 - デリカD:5（ミニバン）の生産開始。
- 2015年（平成27年）11月 - アウトランダーの補充生産を開始。
- 2019年（令和元年）7月末 - 日本市場向けパジェロの生産終了。
- 2021年（令和3年）
  - 7月2日 - 海外市場向けパジェロの生産終了。累計生産台数は合計約324万台[5]。
  - 8月6日 - 全ての車種の生産を停止[2]。全車種の累計生産台数は約396万台[6]。
  - 8月31日 - 残った全ての生産活動を終了し、工場閉鎖[3]。
- 2023年（令和5年）
  - 2月 - 登記上の本店を愛知県岡崎市に移転[7]。
  - 10月2日 - 清算の決了等により登記記録閉鎖[7]。法人格消滅。

## 生産車種
- パジェロ

平成7年式マイナーチェンジ前までのパジェロには、TOYOKOKIのマークが運転席ドア下部に貼られていた。
なお、パジェロミニは三菱自動車工業水島製作所（岡山県倉敷市）で生産されていた。
- デリカD:5

2020年（令和2年）現在における唯一の三菱製デリカ。ガソリン車、ディーゼル車ともに工場閉鎖の直前まで生産された。他のデリカはスズキ（D:2）で生産（OEM）されている。閉鎖後は岡崎工場に移管して引き続き生産している。
- 1/2tトラック

パジェロがベースの自衛隊専用車種。オートマチックで、エアコン付き。
- アウトランダー

三菱自動車工業名古屋製作所（岡崎工場）だけでは対応できなくなったため、増産分を当工場にて工場閉鎖の直前まで対応していた。
- ジープ
- フォルテ/ダッジ・ラム50/プリムス・アロートラック
- ストラーダ（初代モデルのみ）
- パジェロスポーツ（輸出専用）/チャレンジャー
- ミニカ・エコノ ウォークスルーバン（架装）
- DA型大型トラックキャブ（トヨタ自動車）
- シティカブリオレ（本田技研工業）

## 坂祝町とパジェロ製造
坂祝町は、一時期は当社が町税収入の1/3を占め、末期も約15％を占めるなど、「パジェロの町」とも呼ばれる企業城下町であり、特産物としてパジェロが同町のウェブサイトにて紹介されていた程である。
三菱自動車の再編問題で廃止論が浮上し、岐阜県と坂祝町による存続運動で一時撤回された経緯もあったが、上述の通り2021年8月に生産終了となった。